# Lilli Törnudd
Lilli Vilhelmina Törnudd, född 2 augusti 1862 i Ylistaro, död 18 november 1929 i Helsingfors, var en finländsk konstnär. Hon var syster till Aksel Törnudd.
Törnudd var tecknings- och handarbetslärare samt framträdde även som landskapsmålare.